# Trượt băng tốc độ cự ly ngắn
Trượt băng tốc độ cự ly ngắn là một hình thức thi đấu của trượt băng tốc độ. Trong các cuộc thi, nhiều người trượt băng (thường từ bốn đến sáu) trượt trên một đường băng hình bầu dục với chiều dài 111,12 mét (364,6 ft). Bản thân sân dài 60 mét (200 ft), rộng  30 mét (98 ft), có cùng kích thước với một sân trượt băng nghệ thuật có kích thước Olympic và một sân khúc côn cầu trên băng có kích thước quốc tế. Trượt băng tốc độ cự ly ngắn là môn thể thao chị em để trượt băng tốc độ cự ly dài và môn thể thao anh em với Trượt patin tốc độ một hàng bánh.

## Lịch sử

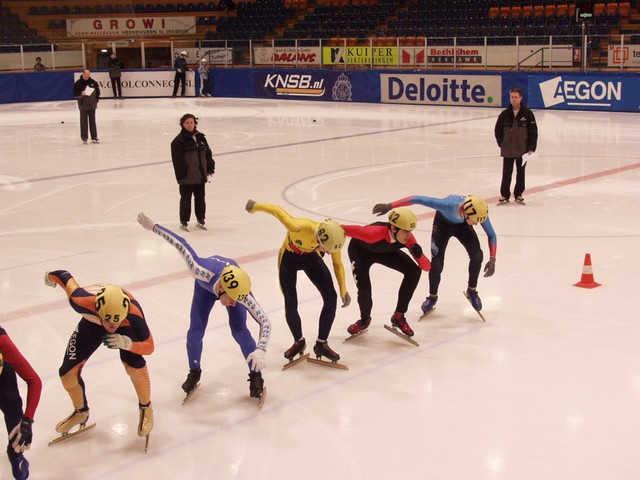
Các vận động viên trượt băng ở vạch xuất phát.

Trượt băng tốc độ cự ly ngắn được phát triển từ các sự kiện trượt băng tốc độ được tổ chức với khối lượng bắt đầu. Hình thức trượt băng tốc độ này chủ yếu được thực hiện ở Hoa Kỳ và Canada, trái ngược với hình thức quốc tế, nơi các vận động viên trượt băng theo cặp. Tại Thế vận hội Mùa đông 1932, các sự kiện trượt băng tốc độ đã được tiến hành ở dạng khởi động cùng lúc với số đông vận động viên. Các cuộc thi ở Bắc Mỹ có xu hướng được tổ chức trong nhà, ví dụ như ở Madison Square Garden, New York, và do đó trên các đường đua ngắn hơn bình thường đối với trượt băng ngoài trời.
Năm 1967, Liên đoàn trượt băng quốc tế (ISU) đã thông qua trượt băng tốc độ ngắn, mặc dù nó không tổ chức các cuộc thi quốc tế cho đến năm 1976. Giải vô địch thế giới về trượt băng tốc độ ngắn đã được tổ chức chính thức từ năm 1981, mặc dù các sự kiện được tổ chức vào năm 19761919 dưới các tên khác nhau kể từ khi nhận được trạng thái của Giải vô địch thế giới hồi tưởng. Tên của cuộc thi đã được thay đổi nhiều lần trước khi cuối cùng được đặt tên là " Giải vô địch trượt băng tốc độ cự ly ngắn thế giới " năm 1989. Giải vô địch này hiện được tổ chức hàng năm.